# Culicoides flavus
Culicoides flavus är en tvåvingeart som beskrevs av Gornostayeva 1980. Culicoides flavus ingår i släktet Culicoides och familjen svidknott. Inga underarter finns listade i Catalogue of Life.